# Bouillargues
Bouillargues este o comună în departamentul Gard din sudul Franței. În 2009 avea o populație de 5.970 de locuitori.

## Evoluția populației
| An        | 1975  | 1982  | 1990  | 1999  | 2006  | 2009  |
| --------- | ----- | ----- | ----- | ----- | ----- | ----- |
| Populație | 2.853 | 3.720 | 4.336 | 5.253 | 5.418 | 5.970 |